# Fivér (film, 2000)
A Fivér (eredeti cím: ブラザー, Hepburn-átírásban: Burazā) 2000-ben bemutatott bűnügyi film, amelyet Kitano Takesi írt és rendezett. A produkció főbb szerepeiben Kitano, Omar Epps és Claude Maki. 2000. szeptember 20-án mutatták be Franciaországban. Magyarországon videokazettán volt megtekinthető 2001. március 8-tól.

## Cselekmény
Yamamoto egy brutális és tapasztalt jakuza végrehajtó, akinek a főnökét megölték, és akinek a klánja vereséget szenvedett a rivális családdal vívott háborúban. A klán túlélő tagjainak kevés lehetőségük van: vagy csatlakoznak a győztesekhez, megbékélve a szégyennel és a bizalmatlansággal, vagy szeppukuval halnak meg. Yamamoto azonban úgy dönt, hogy társával, Katóval együtt Los Angelesbe menekül. Ott találja meg elhidegült féltestvérét, Kent, aki helyi afroamerikai barátaival együtt kisstílű drogüzletet folytat. Az első találkozáskor Yamamoto csúnyán megsebesíti egyiküket, Dennyt, amiért megpróbálják átverni. Később Denny Yamamoto egyik legközelebbi barátjává és társává válik.
Yamamoto szerencsétlen bandát hoz létre Ken haverjaiból. Az új banda gyorsan és brutálisan megtámadja a mexikói drogfőnököket, és átveszi az irányítást a Los Angeles-i területük felett. Szövetséget kötnek Shiraséval, a Little Tokyo kerület bűnözői vezetőjével is, így a csoportjuk még erősebbé válik. Ahogy telik az idő, Yamamoto és új bandája félelmetes erővé válik, és fokozatosan olyannyira kiterjesztik a területüket, hogy szembe kerülnek a nagyhatalmú olasz maffiával. Yamamotót most már mindenki tiszteletteljesen Anikinek szólítja. Ám Aniki hamarosan hirtelen elveszíti minden érdeklődését az immár sikeres, de veszélyes üzletük iránt, és idejét egy barátnőjével tölti, vagy csak csendben ül és gondolkodik valamin. A maffia azonban könyörtelenül visszavág, és hamarosan Yamamoto és bandája katasztrofális helyzetbe kerül, ahonnan nincs visszaút, mivel egytől egyig levadásszák őket.

## Szereplők
| Szerep              | Színész             | Magyar hangja |
| ------------------- | ------------------- | ------------- |
| Yamamoto testvér    | Kitano Takesi       | Vizy György   |
| Denny               | Omar Epps           | Epres Attila  |
| dzsinszekai főnök   | Vatari Tecuja       | n.a           |
| Ken                 | Claude Maki         | n.a           |
| Sirasze             | Kato Maszaja        | n.a           |
| Kato                | Teradzsima Szuszumu | n.a           |
| Jay                 | Royale Watkins      | n.a           |
| Mo                  | Lombardo Boyar      | n.a           |
| Harada              | Oszugi Ren          | n.a           |
| Isihara             | Isibasi Rjo         | n.a           |
| Szugimoto           | James Shigeta       | n.a           |
| Latifa              | Tatyana Ali         | n.a           |
| rendőrfőnök         | Otake Makoto        | n.a           |
| Hanaoka             | Okumura Kouen       | n.a           |
| Hiszamacu           | Muszaka Naomasza    | n.a           |
| mádám a kuplerájban | Katasze Rino        | n.a           |
| Marina              | Joy Nakagawa        | n.a           |
| Victor              | Amaury Nolasco      | n.a           |
| prostituált         | Tuesday Knight      | n.a           |
| Roberto             | Tony Colitti        | n.a           |
| Colin               | Antwon Tanner       | n.a           |

## Fogadtatás

### Kritikai visszhang
A filmet vegyesen értékelték a kritikusok. A Rotten Tomatoeson 47%-os minősítést ért el 74 értékelés alapján, az összefoglaló szerint: „A Fivérben túl sok az üres vérontás, és a karakterek sztereotip módon laposak.” Andrew Sarris az Observertől azt írta: „Színészként és író-rendezőként Kitano úr olyan szórakozott iróniát sugároz, ami miatt érdemes megnézni a filmjeit.” Desson Thomson a Washington Posttól azt írta: „Hány önkezű ujjamputációt akarok még látni?” Roger Ebert szerint: „Túl sok gyilkossági jelenetnek van alkalmi, felületes hangvétele.”
A Metacritic 47 pontot adott a 100-ból 23 vélemény alapján. Lisa Alspector a Chicago Readertől azt írta: „Az idő manipulálásának varázslójaként Kitano olyan staccato elemeket vezet be, amelyek megszakítják a meditatív tempót, még ha segítenek is azt meghatározni.” Loren King a Chicago Tribune-től azt írta: „Kiábrándítóan üres.” Jonathan Foreman a New York Posttól azt írta: „Takeshi elliptikus rendezői stílusát itt elnyomja a forgatókönyv nyerssége és a narratív erő hiánya.”

### Bevétel adatai
A Box Office Mojo szerint 15 millió dolláros bevételt ért el, a költségvetésről nincs adat.